# Platons Stiefkinder
Platons Stiefkinder (Originaltitel: Plato’s Stepchildren) ist die nach Ausstrahlungsreihenfolge zehnte und nach Produktionsreihenfolge zwölfte Episode der dritten Staffel der Science-Fiction-Fernsehserie Raumschiff Enterprise. Sie wurde in englischer Sprache erstmals am 22. November 1968 bei NBC ausgestrahlt. In Deutschland war sie zum ersten Mal am 25. April 1988 in einer synchronisierten Fassung bei Sat.1 zu sehen, nachdem das ZDF sie bei der deutschen Erstausstrahlung der Serie in den Jahren 1972 bis 1974 übergangen hatte.

## Handlung
Im Jahr 2268 bei Sternzeit 5784.2 empfängt die Enterprise einen Notruf vom Planeten Platonius. Ein Außenteam bestehend aus Captain Kirk, dem ersten Offizier Spock und Schiffsarzt McCoy beamt auf die Oberfläche. Dort werden sie von einem kleinwüchsigen Mann namens Alexander empfangen, der ihnen erklärt, dass ihr Anführer Parmen schwer erkrankt ist und ärztliche Hilfe benötigt. Die Platonier stammen ursprünglich vom Planeten Sahndara und siedelten sich in der Antike auf der Erde an, wo sie die Ideen Platons übernahmen und später auf Platonius eine Republik nach seinem Vorbild errichteten. Die Platonier sind extrem langlebig und besitzen starke psychokinetische Fähigkeiten.
Diese Kräfte bekommt das Außenteam deutlich zu spüren, als Parmen im Delirium Gegenstände durch den Saal schleudert. McCoy stellt fest, dass eine winzige Verletzung zu einer starken Infektion geführt hat. Er kann sie leicht heilen und das Außenteam will nun auf die Enterprise zurückkehren. Parmen aber beabsichtigt nicht, sie gehen zu lassen. Die Enterprise wird von einer geheimnisvollen Kraft festgehalten und die Schiffssysteme sind ausgefallen. Kirk, Spock und McCoy werden beschenkt und Parmen erklärt sich bereit, die Enterprise freizugeben, unter der Bedingung, dass McCoy auf dem Planeten bleibt und den Platoniern als Arzt dient. Als McCoy sich weigert, demonstriert ihm Parmen seine Macht, indem er Kirk und Spock zwingt, zu singen und zu tanzen. Spock zwingt er, zu weinen und zu lachen, was für ihn als Halb-Vulkanier eine psychische Folter darstellt. Schließlich wird auch Alexander unfreiwillig in dieses Schauspiel einbezogen.
McCoy ist jetzt bereit zu bleiben, doch Kirk vermutet, dass Parmen die Enterprise einfach zerstören wird, sobald er und Spock zurückkehren. Alexander bestätigt, dass das von Anfang an der Plan der Platonier war. Im weiteren Gespräch mit Alexander stellt sich heraus, dass sich die psychokinetischen Fähigkeiten der Platonier erst nach der Ankunft auf diesem Planeten entwickelten. Der Grund hierfür ist eine Substanz namens Kironide, die über die Nahrung aufgenommen wird. Parmen hat die stärksten Kräfte entwickelt und wurde dadurch zum Anführer. Alexander hat als einziger keine Kräfte und muss daher für die anderen Platonier als Diener und Hofnarr arbeiten. McCoy kann synthetisches Kironide herstellen und verpasst Kirk und Spock eine kräftige Dosis, in der Hoffnung, dass sie so die Platonier überwältigen können. Auch Alexander will er eine Dosis verabreichen, doch der weigert sich, denn er will auf keinen Fall so werden wie der Rest seines Volks.
Die Platonier holen jetzt Lieutenant Uhura und Schwester Chapel vom Schiff. Zusammen mit Kirk und Spock werden sie gezwungen, vor großem Publikum ein Schauspiel aufzuführen, in dem Kirk um Uhura und Spock um Chapel werben. Schließlich werden die beiden Paare gezwungen, sich zu küssen. Alexander beschließt, dem ein Ende zu machen, indem er sich mit einem Messer an Parmen heranschleicht, der ganz auf das Schauspiel konzentriert ist. Der bemerkt Alexander jedoch und zwingt ihn, das Messer auf sich selbst zu richten. In diesem Moment entfaltet das Kironide in Kirk seine Wirkung. Er kann Alexander wieder dazu bringen, das Messer auf Parmen zu richten. Beide Männer ringen nun darum, Alexander zu kontrollieren, und Kirks Kräfte erweisen sich schließlich als stärker. Er gibt Alexander frei und der will Parmen erstechen, entscheidet sich aber schließlich dagegen. Parmen gibt die Enterprise frei und verspricht, zukünftige Besucher besser zu behandeln. Kirk zweifelt an seinen Worten und macht klar, dass weitere Besucher ebenfalls künstliches Kironide erhalten werden. Das Außenteam kehrt nun aufs Schiff zurück und Alexander begleitet sie.

## Besonderheiten

### Verbindungen zu anderen Star-Trek-Produktionen
Einige Elemente aus dieser Folge wurden in späteren Star-Trek-Produktionen wieder aufgegriffen:
- In der Pilotfolge Leuchtfeuer der Serie Star Trek: Discovery von 2017 trägt eines der Bücher von Captain Georgiou den Titel Plato’s Stepchildren.
- In Folge 1.02 (Karten und Legenden) von Star Trek: Picard aus dem Jahr 2020 ist der Planet Platonius auf einer Sternenkarte eingezeichnet.

### Sonstiges
Die Folge hat auch außerhalb des Fandoms einen hohen Bekanntheitsgrad, da der Kuss zwischen Kirk und Uhura lange Zeit als der erste Kuss zwischen zwei Menschen unterschiedlicher „Rasse“ in der Fernsehgeschichte galt. Recherchen haben allerdings frühere Beispiele ans Licht gebracht. So gab es bereits in den 1950er und 1960er Jahren mehrere Produktionen, in denen ein Kuss zwischen einem weißen Mann und einer Frau asiatischer Abstammung vorkommt. Das älteste bekannte Beispiel ist eine Folge der Ed Sullivan Show von 1958, in der der spätere Kirk-Darsteller William Shatner in einem Einspieler des Broadway-Stücks The World of Suzie Wong France Nuyen küsst. In dem Fernsehspecial Movin' with Nancy von 1967 küsste Nancy Sinatra Sammy Davis, Jr. auf die Wange. Auch in Raumschiff Enterprise selbst gab es bereits 1966 in der Folge Der alte Traum einen (freundschaftlichen) Kuss zwischen Uhura (Nichelle Nichols) und Christine Chapel (Majel Barrett). Auch aus dem britischen Fernsehen sind ähnliche Beispiele bereits aus den 1950er und frühen 1960er Jahren bekannt. Der Kuss zwischen Kirk und Uhura kann daher lediglich als erster bekannter Kuss zwischen einem weißen Mann und einer schwarzen Frau in einer US-amerikanischen Fernsehserie gelten.
Die Kussszene wurde bereits während der Produktion kontrovers diskutiert. So sollte durch einen Kameratrick der Kuss nur angedeutet werden, während in Wirklichkeit kein Lippenkontakt stattfindet. Nichelle Nichols beschrieb den Kuss in ihrer Autobiografie allerdings als echt. Aus Sorge um einen Boykott der Folge durch einige Fernsehstationen in den Südstaaten bestand der Sender NBC darauf, dass zwei verschiedene Versionen der Szene gedreht wurden: Eine mit und eine ohne Kuss. Sämtliche Takes der Szene ohne Kuss wurden von Shatner und Nichols aber absichtlich so schlecht gespielt, dass keiner davon verwendet werden konnte und keine andere Wahl blieb als die Szene mit Kuss zu verwenden. Entgegen den Befürchtungen waren die Zuschauerreaktionen auf diese Szene weitestgehend positiv. Laut Nichols folgte nach der Erstausstrahlung von Platons Stiefkinder eine der größten Wellen an Fanpost in der Geschichte der Serie und lediglich eine der Zuschriften drückte ein leichtes Missfallen aus.
Im Vereinigten Königreich wurde Platons Stiefkinder zusammen mit den Folgen Der Plan der Vianer und Wen die Götter zerstören von der BBC viele Jahre lang bei den Ausstrahlungen von Raumschiff Enterprise ausgelassen. Ähnlich wurde auch mit der Folge Miri ein Kleinling aus der ersten Staffel verfahren, die nach der Erstausstrahlung im Dezember 1970 zunächst nicht wiederholt wurde. Der Sender sah sich nach einer größeren Zahl von Zuschauerbeschwerden zu diesem Schritt genötigt und begründete ihn damit, dass die Themen Verrücktheit, Folter, Sadismus und Krankheit in diesen Folgen auf eine sehr unangenehme Weise behandelt würden. Daraufhin folgten zahlreiche Gegenbeschwerden von Star-Trek-Fans. Erst ab den frühen 1990er Jahren wurden die vier Folgen in Großbritannien wieder ausgestrahlt.

## Produktion

### Darsteller
Barbara Babcock, Darstellerin von Philana, spielte auch Mea 3 in der Folge Krieg der Computer. In vier weiteren Folgen fungierte sie als Sprecherin.

### Musik
Platons Stiefkinder ist die letzte produzierte Folge von Raumschiff Enterprise, für die eine eigene Filmmusik komponiert wurde. Für alle späteren Folgen wurde auf bereits vorhandene Musikstücke zurückgegriffen.
Alexander Courage arbeitete hier zum letzten Mal als Komponist für das Star-Trek-Franchise.
Das von Spock gesungene  Lied Maiden Wine wurde von dessen Darsteller Leonard Nimoy selbst komponiert.

## Adaptionen
James Blish schrieb eine Textfassung von Platons Stiefkinder, die auf Englisch erstmals 1975 in der Geschichtensammlung Star Trek 11 erschien. Die deutsche Übersetzung erschien 1977.

## Rezeption
Don Kaye erstellte 2017 für die Website Den of Geek eine Liste von 15 Raumschiff-Enterprise-Folgen, die zwar allgemein als schlecht gelten, aber dennoch einen gewissen Charme besitzen. Platons Stiefkinder führte er hierbei auf Platz 4.
Christian Blauvelt listete Platons Stiefkinder 2022 auf hollywood.com in einem Ranking aller 79 Raumschiff-Enterprise-Folgen auf Platz 62.

## Parodien und Anspielungen
Die Folge 4.12 (Der letzte Trekki) der Zeichentrickserie Futurama von 2002 parodiert zahlreiche Folgen von Raumschiff Enterprise. Unter anderem erzählt hier Nichelle Nichols, dass sie in der dritten Staffel William Shatner geküsst hat.
Im Film Anchorman – Die Legende kehrt zurück von 2013 wird die Szene mit dem Kuss von Kirk und Uhura aus Platons Stiefkinder gezeigt.
Im Film Experimenter – Die Stanley Milgram Story von 2015 gibt William Shatner (gespielt von Kellan Lutz) damit an, dass er und Nichelle Nichols den ersten Kuss zwischen einem weißen Mann und einer schwarzen Frau im Fernsehen hatten.
In Folge 5.07 (Ganzer Busch, halber Snickers) der Serie Orange Is the New Black von 2017 wird der Kuss zwischen Kirk und Uhura erwähnt.
Die Folge 4.01 (USS Callister) der Serie Black Mirror von 2017 stellt eine Parodie auf Star Trek dar. Zwei der Hauptfiguren, Robert Daly (gespielt von Jesse Plemons) und Shania Lowry (gespielt von Michaela Coel), sind stark an Kirk und Uhura angelehnt. Die Folge nimmt unter anderem Bezug auf den Kuss zwischen Kirk und Uhura in Platons Stiefkinder.
In Folge 2.02 (Das andere Wunderkind, seine Eltern und noch ein Bier) der Sitcom Young Sheldon von 2018 schaut sich Sheldon diese Folge im Fernsehen an.